# Oliver Rathkolb
Oliver Rathkolb, avstrijski sodobni zgodovinar na Univerzi na Dunaju, * 3. november 1955, Dunaj, Avstrija.

## Kariera
Po študiju zgodovine in prava na Univerzi na Dunaju (doktoriral leta 1978 kot Dr. iur.), je Rathkolb leta 1982 zaključil še doktorski študij pri Gerhardu Jagschitzu in postal doktor filozofije. Med letoma 1985 in 2003 je bil znanstveni direktor arhivske fundacije Bruna Kreiskyja; istega leta ga je Bruno Kreisky sprejel kot člana SPÖ. Od februarja 1992 opravlja tudi funkcijo znanstvenega koordinatorja Foruma Bruna Kreiskyja za mednarodni dialog. Od septembra 1984 do maja 2005 je bil raziskovalni sodelavec na Inštitutu Ludwiga Boltzmanna za zgodovino in družbo, od januarja 1994 pa njegov sovodja. Od junija 2005 do 2008 je bil direktor Inštituta Ludwiga Boltzmanna za evropsko zgodovino in javnost. Erika Weinzierl je bila njegova dolgoletna učiteljica in mentorica.
Leta 1993 se je habilitiral z delom »Politika velike moči ZDA do Avstrije 1952/53–1961/62 v odločevalnem procesu ZDA«. Maja 1993 je dobil dovoljenje za poučevanje kot predavatelj novejše zgodovine s posebnim poudarkom na sodobni zgodovini in dodelitev mesta za poučevanje na Inštitutu za sodobno zgodovino na Univerzi na Dunaju. Leta 1996 ga je zvezna vlada pooblastila za člana strokovne komisije o ameriških skladiščih orožja v Avstriji in paravojaški organizaciji Franza Olaha, ki naj bi jo financirala CIA. Med letoma 2005 in 2007 je bil začasni profesor na Inštitutu za novejšo zgodovino Univerze na Dunaju. Od 1. marca 2008 je Rathkolb univerzitetni profesor na Univerzi na Dunaju. Od 1. oktobra 2008 do 30. septembra 2012 je bil direktor univerzitetnega Inštituta za sodobno zgodovino. Od 1. oktobra 2016 je ponovno na tem položaju. V letih 2009–2014 je bil predstavnik Iniciativnega kolegija »Raziskave evropskih zgodovinskih diktatur in transformacij« na Univerzi na Dunaju in od februarja 2009 član znanstvenega svetovalnega odbora »Hiše evropske zgodovine« pri Evropskem parlamentu; junija 2019 je prevzel vodenje tega mednarodnega telesa. Od leta 2006 je bil predsednik Znanstvenega svetovalnega odbora sklada Theodorja Körnerja za promocijo znanosti in umetnosti; leta 2020 ga je na tej funkciji nasledila Barbara Prainsack.
V letih 2000–2001 je bil Schumpeterjev raziskovalni profesor na Centru za evropske študije na Univerzi Harvard. V poletnem semestru leta 2001 je bil gostujoči profesor na Inštitutu za sodobno zgodovino Univerze na Dunaju, v poletnem semestru leta 2003 pa je bil gostujoči profesor na Oddelku za zgodovino na Univerzi v Chicagu. Poučuje na Diplomatski akademiji na Dunaju, Univerzi v Salzburgu ter na dunajskih programih Univerze Duke in Univerzitetnega sistema Maryland. Od leta 2002 je odgovorni urednik revije Zeitgeschichte ter soustanovitelj, sourednik in član uredniškega odbora interdisciplinarne revije Medien und Zeit. Stalno piše strokovna poročila o vprašanjih sodobne zgodovine za priznane nacionalne in mednarodne medije. Od leta 2015 je Rathkolb predsednik mednarodnega znanstvenega svetovalnega odbora Hiše avstrijske zgodovine, od oktobra 2019 pa član senata Univerze na Dunaju.
Rathkolb je od leta 1985 član avstrijske socialdemokratske stranke. Za Armina Thurnherja je »socialni demokrat, ki se je izoblikoval v obdobju Kreiskyja«; njegova bližina SPÖ je redni razlog za kritike njegovih stališč. Zaradi njegove bližine SPÖ je vzbudilo začudenje, da je notranjemu ministrstvu ÖVP ponudil tako imenovani koncept »nevtralizacije« za Hitlerjevo rojstno hišo in zato želel celo odstraniti spominski kamen, ki ga je leta 1989 postavil župan SPÖ Gerhard Skiba v dunajski Hiši avstrijske zgodovine. 4. Julija 2020 je SPÖ Braunau ob podpori Omas gegen Rechts (Babice proti desnici) in z govorniki Robertom Eiterjem, Sabine Schatz in Susanne Scholl demonstriral za ohranitev spominskega kamna. Hanna Feingold, predsednica judovsek skupnosti v Salzburgu, je prav tako zapisala: »Postaviti bi bilo treba še več kamnov za mir in demokracijo.«  Sabine Schatz, predstavnica SPÖ za spominsko kulturo, je 8. julija 2020 v državnem svetu vložila predlog, s katerim je notranjega ministra Karla Nehammerja pozvala, naj zagotovi, da bo spominski kamen proti vojni in fašizmu v Braunauu pred rojstno hišo Adolfa Hitlerja ostal na svojem mestu.

## Raziskave
Rathkolb se ukvarja z evropsko zgodovino 20. stoletja, sodobno in moderno avstrijsko in mednarodno zgodovino na področju politične zgodovine in zgodovine Avstrijske republike v evropskem kontekstu, z raziskavami zgodovinskih diktatur in transformacij ter z zgodovino mednarodnih odnosov, zgodovino nacističnega dojemanja, kulturno in medijsko zgodovino, gospodarsko zgodovino (industrijski in bančni sektor), nacionalsocializmom in zgodovino prava.

## Spisi
Oliver Rathkolb je avtor monografij, številnih kolektivnih del in približno 220 znanstvenih prispevkov v domačih in tujih revijah ter zbornikih. Leta 2005 je prejel nagrado Donauland-Sachbuchpreis Danubius in in nagrado Bruno Kreisky za politično knjigo za knjigo Die paradoxe Republik.
- Raoul Bumballa, politični nonkonformist 1945. Študija primera o funkciji O5 pri odporu in obnovi stranke, v: Rudolf G. Ardelt, Wolfgang J. A. Huber, Anton Staudinger (ur.): Unterdrückung und Emanzipation. Festschrift za Eriko Weinzierl. Zum 60. Geburtstag", Geyer, Dunaj/Salzburg 1985, ISBN 3-85090-119-X, str. 295-317.
- Težko je biti mlad. Youth and Democracy in Austria 1918-1988", J und V, Dunaj 1988, ISBN 3-224-10691-3.
- Führertreu und Gottbegnadet. Künstlereliten im Dritten Reich", ÖBV, Dunaj 1991, ISBN 3-215-07490-7.
- Washington kliče Dunaj. Politika velikih sil ZDA do Avstrije 1953-1963", Böhlau, Dunaj 1997, ISBN 3-205-98197-9.
- Paradoksalna republika. Österreich 1945-2005, Zsolnay, Dunaj 2005, ISBN 3-552-04967-3; dopolnjena in razširjena nova izdaja: Die paradoxe Republik. Avstrija 1945-2015, Zsolnay, Dunaj 2015, ISBN 978-3-552-05723-4.
- Predloga:BibISBN
- The Power of Images: 50 Years of Broadcasting Reform, v soavtorstvu z Andreasom Novakom, Kral-Verlag, Berndorf 2017, ISBN 978-3-99024-710-5.
- Schirach. Generacija med Goethejem in Hitlerjem", Molden Verlag, Dunaj 2020, ISBN 978-3-222-15058-6.

## Uredništva
- z Barbaro Coudenhove-Kalergi: Beneševi dekreti. Czernin, Dunaj 2002, ISBN 3-7076-0146-3.
- Außenansichten: evropske (ocene) sodobne zgodovine v 20. stoletju. Studien-Verlag, Innsbruck/Dunaj/Bolzano/München 2003, ISBN 3-7065-1816-3.
- 250 let. Od Orientalske do Diplomatske akademije na Dunaju. Studien-Verlag, Innsbruck/Dunaj/Bolzano/München 2004, ISBN 3-7065-1921-6.
- s Theodorjem Venusom in Ulrike Zimmerl: Bank Austria Creditanstalt. 150 let zgodovine avstrijskega bančništva v središču Evrope. Zsolnay, Dunaj 2005, ISBN 3-552-05356-5.
- z Marijo Wirth in Michaelom Wladikom: Die "Reichsforste" in Österreich 1938-1945. Arisierung, Restitution, Zwangsarbeit und Entnazifizierung. Böhlau, Dunaj 2010, ISBN 978-3-205-78482-1.
- kot vodja projekta, skupaj z Birgit Nemec, Peter Autengruber in Florian Wenninger: Forschungsprojektendbericht Straßennamen Wiens seit 1860 als "Politische Erinnerungsorte". pripravljeno v imenu kulturnega oddelka mesta Dunaj, Dunaj 2013 (online).
- z Hannesom Heerom in Christianom Glanzom: Richard Wagner in Dunaj. Antisemitska radikalizacija in nastanek wagnerizma. Hollitzer Verlag, Dunaj 2017, ISBN 978-3-99012-306-5.

## Nagrade
- 2005: nagrada Bruna Kreiskyja za politično knjigo (glavna nagrada)[14] za knjigo Paradoksalna republika
- 2011: Avstrijski častni križ za znanost in umetnost I. stopnje
- 2012: nagrada mesta Dunaj za humanistične vede
- 2015: Zlato častno odlikovanje Dunajske pokrajine[15]
- 2016: Veliko srebrno častno odlikovanje za zasluge za Republiko Avstrijo[16]

## Spletne povezave
- [Arhivski posnetki z Oliverjem Rathkolbom in o njem] v spletnem arhivu Austrijske medijske knjižnice

## Posamezne reference
1. ↑  https://www.geschichtewiki.wien.gv.at/Oliver_Rathkolb
2. ↑  Disertacija: Politična propaganda ameriških okupacijskih sil v Avstriji 1945 do 1950: prispevek k zgodovini hladne vojne na področju tiska, kulture in RTV politike.
3. ↑  {{Internetni vir |author=Leila Al-Serori |url=https://www.sueddeutsche.de/politik/oesterreich-ibiza-historiker-strache-1.4469253 |title=Zgodovinar o aferi Ibiza v Avstriji |language=en |call=2021-09-08}
4. ↑  Friedrich Stadler: From Salzburg to Vienna: A Sentimental Journey. Osebni spomini namesto pohvale. In: Lucile Dreidemy et al. (eds.): Banane, kola, sodobna zgodovina. Oliver Rathkolb in dolgo 20. stoletje. Böhlau, Dunaj/Köln/Weimar 2015, ISBN 978-3-205-20091-8, str. 42-45, tukaj str. 42 f.
5. ↑  {{{Internetni vir| url=http://www.univie.ac. at/zeitgeschichte/oliver-rathkolb/ |titel=Rathkolb Oliver - Institutsvorstand |access=2017-12-03 |hrsg=Institut für Zeitgeschichte |language=sl}
6. ↑  Predloga:Internetni vir
7. ↑  Staff Details: Rathkolb, Oliver, "Public History Weekly".
8. ↑  {Predloga:Internetni vir
9. ↑  {{{internet-source |author=Die FURCHE |url=https://www.furche%5B%5D.
10. ↑  {Predloga:Internetni vir
11. ↑  {Predloga:Internetni vir
12. ↑  Predloga:Internetni vir
13. ↑  {Predloga:Internetni vir
14. ↑  Bruno-Kreisky-Preis für das Politische BuchPreisträgerInnen 1993-2018[mrtva povezava], renner-institut.at, pridobljeno 1. decembra 2019
15. ↑  Rathauskorrespondenz vom 12. November 2015: Goldenes Ehrenzeichen für Oliver Rathkolb: "Leidenschaftlicher Historiker und Citoyen" Arhivirano 2016-03-04 na Wayback Machine., pridobljeno 13. novembra 2015.
16. ↑  {Predloga:Internetni vir